# Mnemosyne kutariensis
Mnemosyne kutariensis är en insektsart som beskrevs av Van Stalle 1987. Mnemosyne kutariensis ingår i släktet Mnemosyne och familjen kilstritar.
Artens utbredningsområde är Guyana. Inga underarter finns listade i Catalogue of Life.